# Marsanne
Marsanne je naselje in občina v jugovzhodnem francoskem departmaju Drôme regije Rona-Alpe. Leta 2006 je naselje imelo 1.213 prebivalcev.

## Geografija
Kraj leži v pokrajini Daufineji 45 km južno od Valence.

## Uprava
Marsanne je sedež istoimenskega kantona, v katerega so poleg njegove vključene še občine La Bâtie-Rolland, Bonlieu-sur-Roubion, Charols, Cléon-d'Andran, Condillac, La Coucourde, La Laupie, Manas, Roynac, Saint-Gervais-sur-Roubion, Saint-Marcel-lès-Sauzet, Sauzet, Savasse in Les Tourrettes z 12.171 prebivalci.
Kanton Marsanne je sestavni del okrožja Nyons.